# Kevala kumbhaka
Kevala kumbhaka, ook wel conditieloze ademhaling, is een pranayama (ademhalingstechniek) in yoga. Kevala kumbhaka staat onder andere beschreven in de Hatha yoga pradipika, een van de oudste geschriften van hatha yoga.
Kevala kumbhaka wordt in een gemakkelijke houding uitgevoerd zoals de kleermakerszit. Daarbij wordt de ademhaling plotseling gestopt. Het is een vreedzame kumbhaka of adempauze, waarbij zowel de ademhaling als het bewustzijn van de adembeweging ophoudt en er een compleet gevoel van rust ontstaat. De waan van alledag verdwijnt, zoals negatieve emoties, verlangens, interesses, enz. maar ook honger en dorst. Deze pranayama zou goed zijn voor de een arousal van kundalini en het zou ziektes tegengaan.
volledige ademhaling · middenrifademhaling · flankademhaling · sleutelbeenademhaling · mondademhaling · neusademhaling

abhyantara bahya stambha vritti · activerende ademhaling · agni prasana · anuloma · anuloma viloma · bhastrika · brahmari · chandra bhedana · chatur mukhi · dirgha sukshma · kapalabhati · kevala kumbhaka · kumbhaka · murcha · nadi sodhana · ohm sahita rechaka · plavini · prachhardana · prana apana samyukta · pratiloma · sahita kumbhaka · sama vritti · samanu · sapta vyahrita · sargarbha sahita kumbhaka · sarva dwara baddha · sithali · sitkari · stambha vritti · sukha purvaka · suksama shwasa prashwasa · surya bhedana · tri bandha kumbhaka · ujjayi · vaya viya kumbhaka · viloma · visama vritti